# The Concert for New York City
The Concert for New York City va ser un concert benèfic, amb molts músics famosos, que va tenir lloc el 20 d'octubre de 2001 al Madison Square Garden de Nova York en resposta als atemptats de l'11 de setembre de 2001. A part d'actuar per la beneficència, el concert va ser un intent d'homenatjar el New York City Fire Department i el New York City Police Department, les seves famílies, i eixos que van perdre algú en els atacs o en els esforços de rescat i neteja de setmanes posteriors.
El concert va ser organitzat per Paul McCartney i va incloure molts contemporanis britànics, com The Who, David Bowie, Elton John, Eric Clapton i els seus companys de banda dels Rolling Stones Mick Jagger i Keith Richards. Els artistes estatunidencs incloïen Bon Jovi, Jay-Z, Destiny's Child, els Backstreet Boys, James Taylor, Billy Joel, Melissa Etheridge, Five for Fighting, Goo Goo Dolls, John Mellencamp amb Kid Rock, i una actuació humorística d'Adam Sandler com l'Operaman. Paul Shaffer va fer de director musical per a l'espectacle i les diverses celebritats i personalitats polítiques, que incloïen Howard Stern i Rudy Giuliani, que apareixien entre actes.
També van aparèixer molts esportistes entre actes incloent Joe Torre, els Yankees del qual anaven de camí a competir en la quarta consecutiva Sèrie Mundial. El concert també va incloure diversos curtmetratges realitzats pels cineastes més destacats de Nova York, tals com Woody Allen, Martin Scorsese, Spike Lee, i Kevin Smith.
Més de 60 famosos que van participar en el concert van signar objectes de record únics entre bastidors al Madison Square Garden, objectes que després van ser subhastats per a donar suport a la Robin Hood Foundation. Els articles autografiats incloïen tres grans cartells del concert i tres pells de tambor personalitzades de 24". Altres articles incloïen un joc de bateria i una guitarra.